# Irmãos Cousins
Irmãos Cousins são os gêmeos idênticos Christian Michail Cousins e Joseph Vincent Cousins  (Condado de Orange, 17 de março de 1983), ambos atores norte-americanos.
Revesando-se no papel de um dos protagonistas do filme Kindergarten Cop, quando contracenaram com o ator Arnold Schwarzenegger, ficaram conhecidos mundialmente, porém, este não foi o primeiro trabalho da dupla. Ambos estrearam na série de TV Highway to Heaven, em 1988.

## Filmografia de Joseph Cousins
- Knots Landing: Back to the Cul-de-Sac (1997)
- Twin Sitters (1994
- Living and Working in Space: The Countdown Has Begun (1993)
- Knots Landing (1993)
- Empty Nest (1993)
- Intruders (1992)
- Critters 3 (1991)
- Eerie, Indiana (1991)
- Kindergarten Cop (1990)
- Father Dowling Mysteries (1990)
- The Girl Who Came Between Them (1990)
- The Butter Battle Book (1989)
- Roxanne: The Prize Pulitzer (1989)
- Highway to Heaven (1988)

## Filmografia de Christian Cousins
- The Joel Wynkoop Show, como diretor em um episódio da série de TV (2013)
- Dream On (1995)
- Phenom (1994)
- Twin Sitters (1994)
- A Walton Thanksgiving Reunion (1993)
- Heartbeat (1993)
- Living and Working in Space: The Countdown Has Begun (1993)
- Wings (1992)
- Knots Landing (1992)
- Empty Nest (1992)
- Intruders (1992)
- Critters 3 (1991)
- Eerie, Indiana (1991)
- Kindergarten Cop (1990)
- Father Dowling Mysteries (1990)
- Roxanne: The Prize Pulitzer (1989)
- Highway to Heaven (1988)